# 赤崎義則
赤崎 義則（あかさき よしのり、あかざき よしのり、1927年（昭和2年）9月11日 - 2019年（平成31年）4月12日）は、日本の政治家。鹿児島市長（第19代、5期）。鹿児島市助役（第24代）。位階は従四位。

## 来歴
鹿児島県日置郡東市来村（後に東市来町、日置市）出身。東市来町の小学校から、旧制鹿児島県立伊集院中学校（現鹿児島県立伊集院高等学校）を経て、陸軍予科士官学校在籍中に敗戦により学校解散となり復員。1948年3月鹿児島農林専門学校農学科（現鹿児島大学農学部）卒業。1949年2月鹿児島市役所に入職。市役所では農林部経営課長（1965年11月）、農林部指導課長、財政部管財課長（1969年9月）、総務局行政部職員課長（1973年7月）、総務局行政部長（1975年7月）、総務局長（1977年7月）を経て、1984年3月助役に就任した。
同年12月に前任の山之口安秀が病気を理由に辞職したことにより行われた、鹿児島市長選挙に立候補して初当選。以来5期務めた。任期中の1993年（平成5年）には、鹿児島市を中心に甚大な被害をもたらした平成5年8月豪雨が発生し、災害復旧・復興や石橋の移設を行い、2004年（平成16年）の市町村合併の際には周辺5町を鹿児島市に編入する際の主導的役割を担った。
また、1999年（平成11年）から2001年（平成13年）の間、全国市長会会長（第23代）に就任していた。
2004年の市長選には立候補せず引退した。なお、就任期間の5期20年は歴代の鹿児島市長では最長である（2015年現在）。翌年2005年、旭日重光章受章。
2019年4月12日、胃がんのため、鹿児島市の自宅で死去。91歳没。死後従四位叙位。

## 称号等
- 2004年（平成16年） - 中華人民共和国長沙市「名誉市民」[17]。
- 2005年（平成17年） - 鹿児島市「名誉市民」[18]。